# Petra Wimbersky
Petra Wimbersky (Munique, 9 de novembro de 1982) é uma futebolista alemã. Foi medalhista olímpica pela seleção de seu país.

## Carreira
Petra Wimbersky representou a Seleção Alemã de Futebol Feminino, nas Olimpíadas de 1996 e 2004. 